# Julija Szczetinina
Julija Szczetinina, ang. Ioulia Chtchetinina (ros. Юлия Щетинина; węg. Julija Scsetyinyina; ur. 24 grudnia 1995 w Niżnym Nowogrodzie) – rosyjsko-szwajcarska łyżwiarka figurowa reprezentująca Polskę, startująca w parach sportowych z Michałem Woźniakiem. Uczestniczka mistrzostw świata i Europy, zwyciężczyni zawodów z cyklu Challenger Series, dwukrotna mistrzyni Szwajcarii (2017, 2018), trzykrotna mistrzyni Węgier (2020–2022) oraz dwukrotna mistrzyni Polski (2024, 2025).

## Osiągnięcia

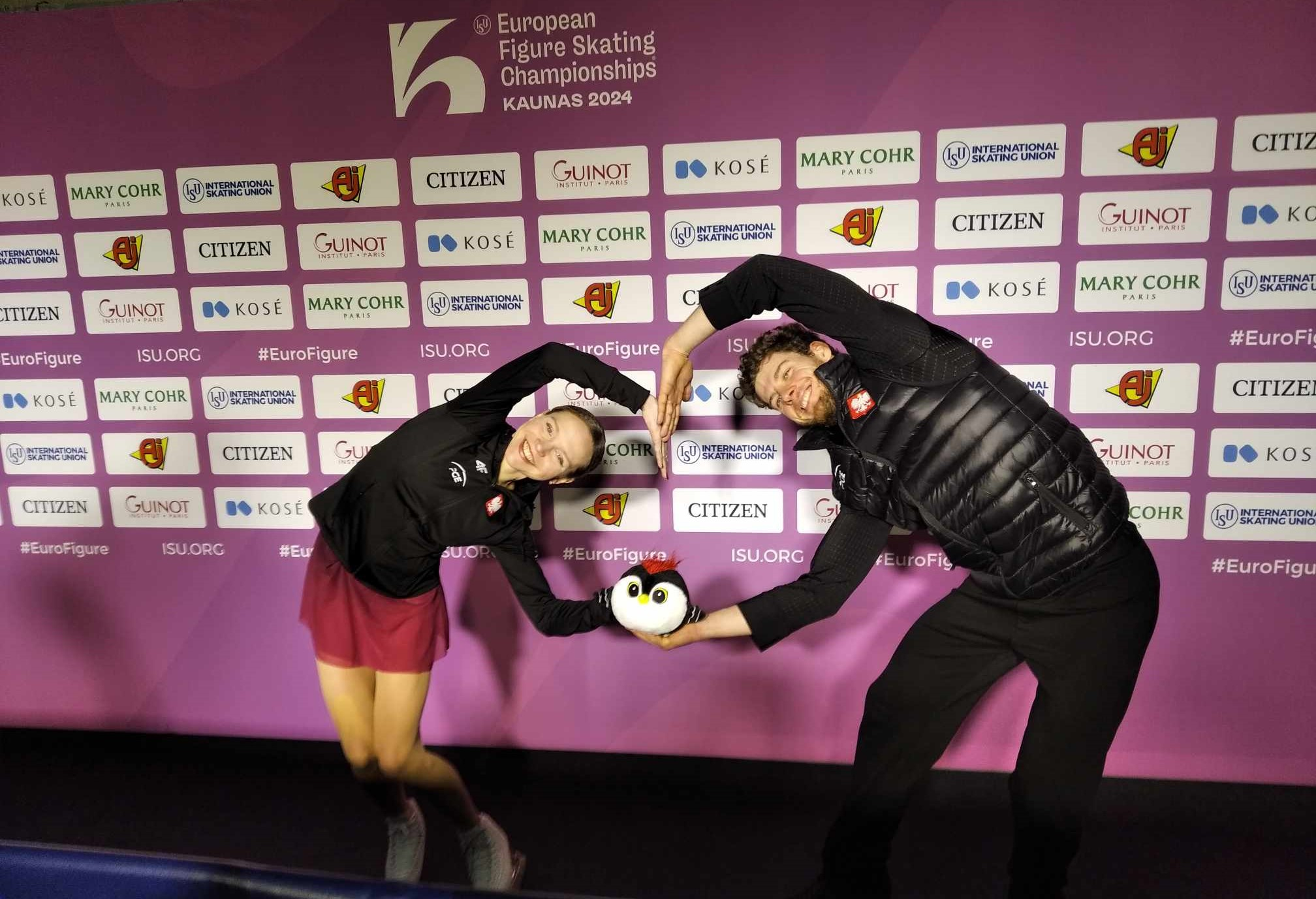
Szczetinina i Woźniak po programie dowolnym na mistrzostwach Europy 2024 w Kownie

### Pary sportowe

#### Z Michałem Woźniakiem (Polska)

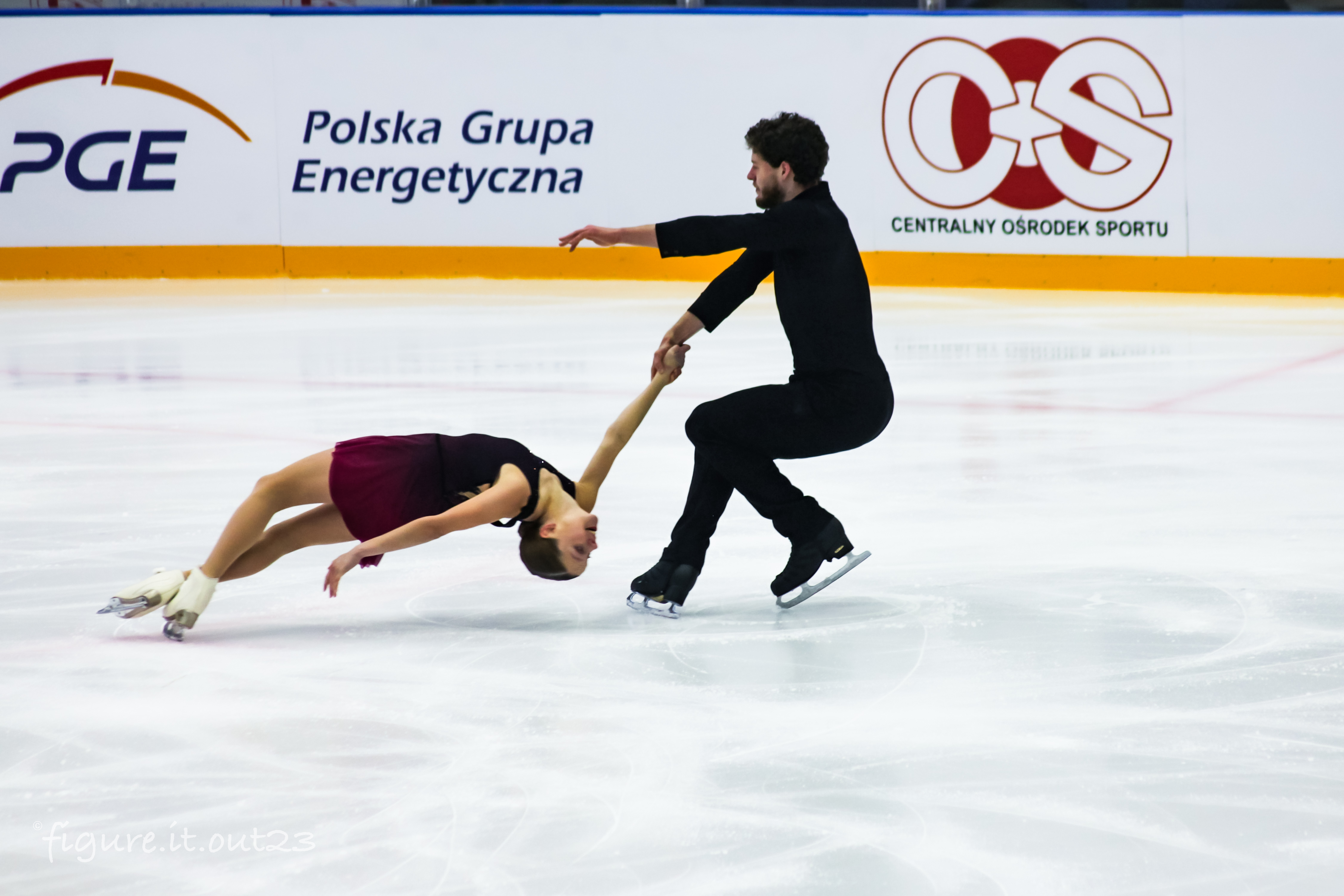
Warsaw Cup 2023

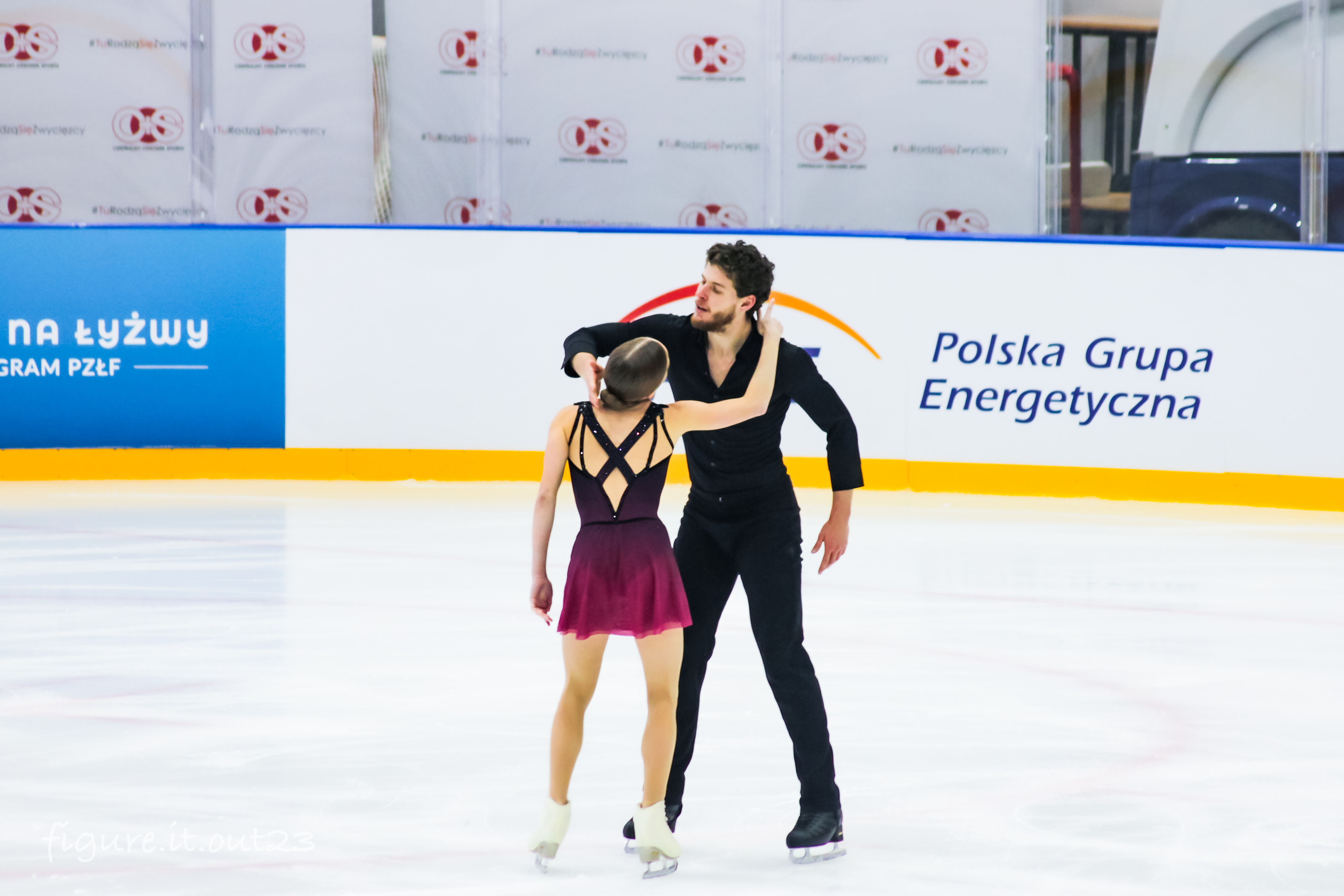
Warsaw Cup 2023

| Zawody                        | 23–24          | 24–25          |                |                |                |                |                |                |                |                |                |                |                |                |                |                |                |
| Międzynarodowe                | Międzynarodowe | Międzynarodowe | Międzynarodowe | Międzynarodowe | Międzynarodowe | Międzynarodowe | Międzynarodowe | Międzynarodowe | Międzynarodowe | Międzynarodowe | Międzynarodowe | Międzynarodowe | Międzynarodowe | Międzynarodowe | Międzynarodowe | Międzynarodowe | Międzynarodowe |
| ----------------------------- | -------------- | -------------- | -------------- | -------------- | -------------- | -------------- | -------------- | -------------- | -------------- | -------------- | -------------- | -------------- | -------------- | -------------- | -------------- | -------------- | -------------- |
| Mistrzostwa świata            | 19             | 14             |                |                |                |                |                |                |                |                |                |                |                |                |                |                |                |
| Mistrzostwa Europy            | 10             | 7              |                |                |                |                |                |                |                |                |                |                |                |                |                |                |                |
| GP Cup of China               |                | 4              |                |                |                |                |                |                |                |                |                |                |                |                |                |                |                |
| GP Skate Canada International |                | 6              |                |                |                |                |                |                |                |                |                |                |                |                |                |                |                |
| CS Golden Spin of Zagreb      | 4              | 1              |                |                |                |                |                |                |                |                |                |                |                |                |                |                |                |
| CS Nebelhorn Trophy           |                | 7              |                |                |                |                |                |                |                |                |                |                |                |                |                |                |                |
| Budapest Trophy               | 4              |                |                |                |                |                |                |                |                |                |                |                |                |                |                |                |                |
| Diamond Spin                  | 2              |                |                |                |                |                |                |                |                |                |                |                |                |                |                |                |                |
| Warsaw Cup                    | 3              |                |                |                |                |                |                |                |                |                |                |                |                |                |                |                |                |
| Krajowe                       |                |                |                |                |                |                |                |                |                |                |                |                |                |                |                |                |                |
| Mistrzostwa Polski            | 1              | 1              |                |                |                |                |                |                |                |                |                |                |                |                |                |                |                |

#### Z Márkiem Magyarem (Węgry)
| Zawody                      | 19–20          | 20–21          | 21–22          |                |                |                |                |                |                |                |                |                |                |                |                |                |                |
| Międzynarodowe              | Międzynarodowe | Międzynarodowe | Międzynarodowe | Międzynarodowe | Międzynarodowe | Międzynarodowe | Międzynarodowe | Międzynarodowe | Międzynarodowe | Międzynarodowe | Międzynarodowe | Międzynarodowe | Międzynarodowe | Międzynarodowe | Międzynarodowe | Międzynarodowe | Międzynarodowe |
| --------------------------- | -------------- | -------------- | -------------- | -------------- | -------------- | -------------- | -------------- | -------------- | -------------- | -------------- | -------------- | -------------- | -------------- | -------------- | -------------- | -------------- | -------------- |
| Zimowe igrzyska olimpijskie |                |                | WD             |                |                |                |                |                |                |                |                |                |                |                |                |                |                |
| Mistrzostwa świata          | C              | 14             |                |                |                |                |                |                |                |                |                |                |                |                |                |                |                |
| Mistrzostwa Europy          | 10             |                | 6              |                |                |                |                |                |                |                |                |                |                |                |                |                |                |
| GP Grand Prix de France     |                |                | 6              |                |                |                |                |                |                |                |                |                |                |                |                |                |                |
| GP Rostelecom Cup           |                | 7              | 6              |                |                |                |                |                |                |                |                |                |                |                |                |                |                |
| CS Finlandia Trophy         | 8              |                |                |                |                |                |                |                |                |                |                |                |                |                |                |                |                |
| CS Golden Spin of Zagreb    | 5              |                |                |                |                |                |                |                |                |                |                |                |                |                |                |                |                |
| Budapest Trophy             |                |                | 3              |                |                |                |                |                |                |                |                |                |                |                |                |                |                |
| International Challenge Cup | 4              | 3              |                |                |                |                |                |                |                |                |                |                |                |                |                |                |                |
| Memoriał Dienisa Tiena      |                |                | 8              |                |                |                |                |                |                |                |                |                |                |                |                |                |                |
| Icelab International Cup    | 4              |                |                |                |                |                |                |                |                |                |                |                |                |                |                |                |                |
| Krajowe                     |                |                |                |                |                |                |                |                |                |                |                |                |                |                |                |                |                |
| Mistrzostwa Węgier          | 1              | 1              | 1              |                |                |                |                |                |                |                |                |                |                |                |                |                |                |

#### Z Michaiłem Akułowem (Szwajcaria)

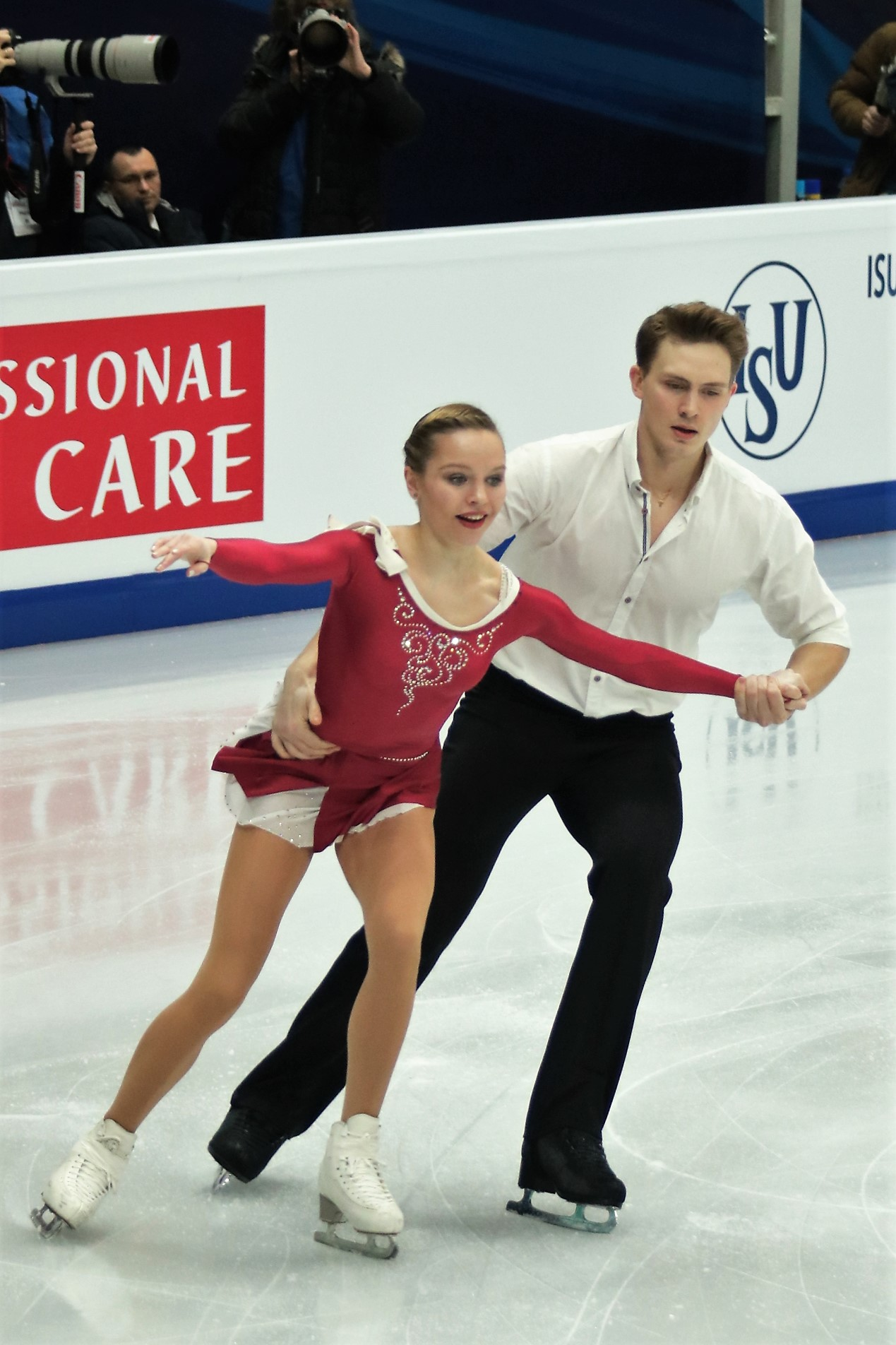
Szczetinina i Akułow na mistrzostwach Europy 2018

| Zawody                      | 17–18          | 18–19          |                |                |                |                |                |                |                |                |                |                |                |                |                |                |                |
| Międzynarodowe              | Międzynarodowe | Międzynarodowe | Międzynarodowe | Międzynarodowe | Międzynarodowe | Międzynarodowe | Międzynarodowe | Międzynarodowe | Międzynarodowe | Międzynarodowe | Międzynarodowe | Międzynarodowe | Międzynarodowe | Międzynarodowe | Międzynarodowe | Międzynarodowe | Międzynarodowe |
| --------------------------- | -------------- | -------------- | -------------- | -------------- | -------------- | -------------- | -------------- | -------------- | -------------- | -------------- | -------------- | -------------- | -------------- | -------------- | -------------- | -------------- | -------------- |
| Mistrzostwa świata          | 23             |                |                |                |                |                |                |                |                |                |                |                |                |                |                |                |                |
| Mistrzostwa Europy          | 13             |                |                |                |                |                |                |                |                |                |                |                |                |                |                |                |                |
| CS Minsk-Arena Ice Star     | 6              |                |                |                |                |                |                |                |                |                |                |                |                |                |                |                |                |
| CS Nebelhorn Trophy         |                | 9              |                |                |                |                |                |                |                |                |                |                |                |                |                |                |                |
| International Challenge Cup | 2              |                |                |                |                |                |                |                |                |                |                |                |                |                |                |                |                |
| Volvo Open Cup              | 3              |                |                |                |                |                |                |                |                |                |                |                |                |                |                |                |                |
| Krajowe                     |                |                |                |                |                |                |                |                |                |                |                |                |                |                |                |                |                |
| Mistrzostwa Szwajcarii      | 1              |                |                |                |                |                |                |                |                |                |                |                |                |                |                |                |                |

#### Z Noah Schererem (Szwajcaria)
| Zawody                     | 15–16          | 16–17          |                |                |                |                |                |                |                |                |                |                |                |                |                |                |                |
| Międzynarodowe             | Międzynarodowe | Międzynarodowe | Międzynarodowe | Międzynarodowe | Międzynarodowe | Międzynarodowe | Międzynarodowe | Międzynarodowe | Międzynarodowe | Międzynarodowe | Międzynarodowe | Międzynarodowe | Międzynarodowe | Międzynarodowe | Międzynarodowe | Międzynarodowe | Międzynarodowe |
| -------------------------- | -------------- | -------------- | -------------- | -------------- | -------------- | -------------- | -------------- | -------------- | -------------- | -------------- | -------------- | -------------- | -------------- | -------------- | -------------- | -------------- | -------------- |
| Mistrzostwa świata         | 18             | 28             |                |                |                |                |                |                |                |                |                |                |                |                |                |                |                |
| Mistrzostwa Europy         |                | 17             |                |                |                |                |                |                |                |                |                |                |                |                |                |                |                |
| CS Finlandia Trophy        |                | 9              |                |                |                |                |                |                |                |                |                |                |                |                |                |                |                |
| CS Memoriał Ondreja Nepeli | 9              |                |                |                |                |                |                |                |                |                |                |                |                |                |                |                |                |
| CS Nebelhorn Trophy        |                | 7              |                |                |                |                |                |                |                |                |                |                |                |                |                |                |                |
| CS Warsaw Cup              | 6              |                |                |                |                |                |                |                |                |                |                |                |                |                |                |                |                |
| Bavarian Open              | 5              | 1              |                |                |                |                |                |                |                |                |                |                |                |                |                |                |                |
| Cup of Nice                | 5              |                |                |                |                |                |                |                |                |                |                |                |                |                |                |                |                |
| NRW Trophy                 |                | 3              |                |                |                |                |                |                |                |                |                |                |                |                |                |                |                |
| Memoriał Helmuta Seibta    | 3              |                |                |                |                |                |                |                |                |                |                |                |                |                |                |                |                |
| Krajowe                    |                |                |                |                |                |                |                |                |                |                |                |                |                |                |                |                |                |
| Mistrzostwa Szwajcarii     | 1              |                |                |                |                |                |                |                |                |                |                |                |                |                |                |                |                |

### Solistki
| Zawody                                | 10–11          | 11–12          | 12–13          | 13–14          | 14–15          |                |                |                |                |                |                |                |                |                |                |                |                |
| Międzynarodowe                        | Międzynarodowe | Międzynarodowe | Międzynarodowe | Międzynarodowe | Międzynarodowe | Międzynarodowe | Międzynarodowe | Międzynarodowe | Międzynarodowe | Międzynarodowe | Międzynarodowe | Międzynarodowe | Międzynarodowe | Międzynarodowe | Międzynarodowe | Międzynarodowe | Międzynarodowe |
| ------------------------------------- | -------------- | -------------- | -------------- | -------------- | -------------- | -------------- | -------------- | -------------- | -------------- | -------------- | -------------- | -------------- | -------------- | -------------- | -------------- | -------------- | -------------- |
| CS Lombardia Trophy                   |                |                |                |                | 11             |                |                |                |                |                |                |                |                |                |                |                |                |
| CS Warsaw Cup                         |                |                |                |                | 13             |                |                |                |                |                |                |                |                |                |                |                |                |
| Gardena Spring Trophy                 |                |                | 15             |                |                |                |                |                |                |                |                |                |                |                |                |                |                |
| Międzynarodowe: Kategorie młodzieżowe |                |                |                |                |                |                |                |                |                |                |                |                |                |                |                |                |                |
| Cup of Nice                           |                |                | 18 J           |                |                |                |                |                |                |                |                |                |                |                |                |                |                |
| Gardena Spring Trophy                 |                | 4 J            |                |                |                |                |                |                |                |                |                |                |                |                |                |                |                |
| NRW Trophy                            |                |                |                |                | 13 J           |                |                |                |                |                |                |                |                |                |                |                |                |
| Triglav Trophy                        | 4 J            |                |                |                |                |                |                |                |                |                |                |                |                |                |                |                |                |
| Volvo Open Cup                        |                |                |                |                | 6 J            |                |                |                |                |                |                |                |                |                |                |                |                |
| Krajowe                               |                |                |                |                |                |                |                |                |                |                |                |                |                |                |                |                |                |
| Mistrzostwa Szwajcarii                |                |                | 7              | 8              | 9              |                |                |                |                |                |                |                |                |                |                |                |                |